# Beneath
Beneath es una película de terror de supervivencia estadounidense de 2013, dirigida por Larry Fessenden. La película tuvo su estreno mundial en el Festival de Cine de Stanley el 3 de mayo de 2013, y luego se emitió en el canal Chiller. Está protagonizada por Daniel Zovatto, Bonnie Dennison y Chris Conroy, personificando a adolescentes que deben luchar por sus vidas contra un bagre gigante devorador de humanos.
En julio de 2013, se lanzó un cómic digital basado en la película. El cómic, también titulado Beneath, explora la historia detrás del bagre y detalla otro grupo que el enorme pez atacó en la década de 1960.

## Argumento
Seis estudiantes de último año de secundaria se dirigen a un lago apartado para pasar un último día juntos. El grupo está formado por Johnny, Kitty, su amiga Deb, Zeke, Matt, el novio de Kitty, y Simon, el hermano de Matt. Mientras está en el lago, Johnny se encuentra con el señor Parks, un amigo de su abuelo, quien le advierte que tenga cuidado mientras esté en el lago. Aunque Johnny le asegura que mostrará respeto, no logra convencer a los demás, ya que causan disturbios estando en el pequeño barco.
Finalmente, comienzan a sentir que un objeto desconocido los toca bajo el agua. Intentan remar de regreso a la orilla pero pierden un remo en el agua. Cuando Deb se acerca para recuperarlo, un pez gigante la muerde, provocando que muera desangrada. El grupo intenta frenéticamente remar hasta la orilla con un remo, pero el pez gigante muerde y destruye el remo restante. Desesperados, arrojan el cuerpo de Deb por la borda para distraer al pez, pero esto falla, dejando al grupo varado en el lago.
Kitty acusa a Johnny de saber sobre el pez porque antes intentó darle un collar para protegerse. Después de que Zeke intenta persuadir al grupo para que arrojen a Johnny por la borda, él salta al agua y desaparece mientras el pez lo sigue. Histérico y desesperado, Zeke es arrojado por la borda por Matt enfurecido después de acusar a Kitty de acostarse con ambos hermanos. Pronto el pez se lo come vivo y su GoPro graba su muerte. Johnny, después de llegar a la orilla, se embarca en un bote a motor para rescatar al grupo. Intenta atar una cuerda para remolcar el bote a un lugar seguro, pero el pez golpea su lancha y lo hace girar con la cuerda enredándose alrededor de su cuello. Kitty intenta cortar la cuerda pero es detenida por Simon y Matt, provocando que Johnny muera ahorcado.
Kitty, Matt y Simon tratan de acercar el bote de Johnny hacia ellos para escapar, pero el pez provoca que este se voltee. El cadáver de Johnny queda flotando sobre el agua, por lo que los tres sobrevivientes intentan tomar esto como distracción para poder seguir remando a la orilla, pero, sorprendentemente, el pez se niega a comérselo. El trío discute sobre las insinuaciones anteriores de Zeke sobre Kitty, y Matt, enojado, la arroja al lago. A Kitty se le niega la entrada al barco y se aleja nadando. En un ataque de locura, los hermanos pelean y ambos acaban cayendo al agua. Matt golpea a Simon en la cabeza con una pequeña hacha, por lo que sufre una herida en la cabeza, dejando gotas de sangre que atraen al pez. Matt intenta ayudar a su hermano, pero Simon lo patea hacia el pez y este se lo come, mientras Simon nada hasta la orilla.
Mientras tanto, Kitty observa el cuerpo de Johnny flotando cerca de ella mientras se encuentra resguardada sobre la lancha volcada. Posteriormente, le quita el collar que llevaba puesto para protegerse y el pez inmediatamente devora el cuerpo de Johnny. Creyendo que el collar la protegerá, Kitty logra nadar de regreso a la orilla. Sin embargo, se enfrenta a un psicótico Simon, quien la besa para luego ahogarla.
A medida que cae la noche, el señor Parks encuentra a Simon justo después de matar a Kitty. Al preguntar por Johnny, Simon responde que todos están muertos. El señor Parks, afirmando que Johnny siempre fue amable con él, exige que Simon regrese al lago. Cuando Simon se niega, se sorprende al ver al señor Parks sosteniendo un arma y la GoPro de Zeke, dándose cuenta de que sabe lo que pasó. Le dispara a Simon varias veces hasta que vuelve al agua. Simon intenta escapar pero es arrastrado bajo el agua y devorado por el pez. El collar de Johnny se ve flotando en el lago, cubierto de sangre.

## Reparto
- Bonnie Dennison como Kitty
- Daniel Zovatto como Johnny
- Jonny Orsini como Simon
- Chris Conroy como Matt
- Griffin Newman como Zeke
- Mackenzie Rosman como Deb
- Mark Margolis como el señor Parks

## Producción
Los planes para Beneath se anunciaron oficialmente por primera vez en 2012, con Daniel Zovatto siendo anunciado como uno de los protagonistas de la película.El rodaje se llevó a cabo durante un período de 18 días y Fessenden diseñó el pez él mismo, ya que quería que pareciera «un pez real y no una criatura malvada». Fessenden experimentó algunas dificultades para filmar, ya que él y los demás miembros de la tripulación sólo tenían botes pequeños para grabar y «cualquier tipo de movimiento de la compañía tomaba una eternidad».También revisó en gran medida el guion, eliminando varias escenas retrospectivas, en un intento de «mantener el drama dentro del barco claustrofóbico».

## Recepción
La recepción crítica de Beneath fue predominantemente negativa, y Film School Rejects comentó que la película era «lo que sucede cuando los directores independientes tienen facturas que pagar». Dread Central comparó a Beneath con la película de 2003 The Room, diciendo que «ambas aparentemente no se dan cuenta de su absoluta terribilidad».The Hollywood Reporter y RogerEbert.com dieron críticas más variadas,y The Hollywood Reporter comentó que la película fue «filmada, editada y musicalizada de manera eficiente», pero que «por lo demás, es otro de esos ejemplos deprimentes de malas películas que les suceden a directores interesantes».
En Rotten Tomatoes, la película tiene un índice de aprobación del 35% basado en 17 reseñas, con una calificación promedio de 4,9/10.En Metacritic, la película tiene una calificación de 40 sobre 100 basada en 8 críticas, lo que indica «críticas mixtas o promedio».